# Harrison Bergeron (Kurzgeschichte)
Harrison Bergeron ist eine Kurzgeschichte des US-amerikanischen Schriftstellers Kurt Vonnegut. Die dem Genre der Dystopie zuzuordnende Geschichte mit Fantasy- und Science-Fiction-Einflüssen ist erstmals 1961 im The Magazine of Fantasy and Science Fiction erschienen und wurde 1968 in Kurt Vonneguts Kollektion Welcome to the Monkey House wiederveröffentlicht.
Die deutsche Übersetzung erschien erstmals 1990 in Wege zur Science Fiction – Sechster Band (Heyne Bibliothek der Science Fiction Literatur 95. München 1990).

## Thema
Thema der Kurzgeschichte, die im Jahr 2081 spielt, ist der Versuch eines fiktiven Staates, jegliche Individualität in der Bevölkerung durch Zwang zu unterdrücken und eine vollständige Gleichheit innerhalb der Gesellschaft zu erreichen. Als Mittel zum Ziel, kritisches Denken und Hinterfragen zu vermeiden und Erinnerungen zu beseitigen, dienen Einschränkung des Denkvermögens und ein auf niedrigem Stand gehaltener Bildungsstand der Bürger.

## Ideologischer Hintergrund
Ein Zusatzartikel zur Verfassung besagt, dass alle Menschen nicht nur vor dem Gesetz und vor Gott, sondern auch in allen anderen Belangen des Lebens gleich sein sollten.
In dem fiktiven Staat der Kurzgeschichte wird dieser Artikel dahingehend modifiziert, dass kein Mensch anderen Menschen in Intelligenz, Aussehen, körperlicher Stärke und Schnelligkeit oder sonst einer Eigenschaft überlegen sein darf. Diejenigen Personen, die von Natur aus in einer dieser Eigenschaften überlegen sind, werden von einer eigenen Regierungsbehörde durch bestimmte Handicaps eingeschränkt, um die Gleichheit aller zu gewährleisten. Diese Handicaps sind zum Beispiel Radiotransmitter in den Ohren der intelligenteren Menschen, die regelmäßig schrille Geräusche ausstoßen, dadurch eine Art Blackout verursachen und klares Denken und jegliche Erinnerungen verhindern. Außerdem reduzieren schwere Gewichte, die an den Körpern der athletischen Menschen angebracht sind, die Kraft der Betreffenden und hässliche, entstellende, maskenartige Gegenstände am Gesicht sollen die Schönheit verbergen. Aus der Anzahl und Beschaffenheit der Handicaps einer Person lassen sich Rückschlüsse auf deren tatsächliche körperliche und geistige Fähigkeiten ziehen.

## Handlung
George und Hazel Bergeron haben einen Sohn, Harrison, der ihnen als 14-Jähriger von der Regierungsbehörde für Handicaps weggenommen wurde, an den sie sich jedoch nicht mehr erinnern können. George wurde wegen seiner Intelligenz und Körperkraft mit Handicaps versehen, während seine Frau wegen ihrer allgemeinen Durchschnittlichkeit keine Handicaps benötigt.
Als das Paar eines Abends eine Live-Übertragung einer Ballettveranstaltung im Fernsehen anschaut, wird das Programm durch
eine Eilmeldung unterbrochen: Der 14-jährige Harrison Bergeron, der wegen des Verdachts, die Regierung stürzen zu wollen, inhaftiert war, ist aus dem Gefängnis ausgebrochen. Harrison, der als genial und als hervorragender Athlet gilt, ist nicht ausreichend gehandicapt und daher extrem gefährlich. Der Sender zeigt ein Bild des Entflohenen und warnt die Bevölkerung ausdrücklich vor ihm.
Plötzlich taucht der entflohene Harrison auf der Bühne des Balletts auf und versetzt die Anwesenden in Schrecken. Seine riesenhafte Erscheinung ist gewaltig und eindrucksvoll. Mitten auf der Bühne  entledigt er sich all seiner Handicaps, ruft sich als Alleinherrscher aus und sucht auch gleich noch eine passende Königin. Die erste Frau, die sich traut, zu ihm auf die Bühne zu kommen, soll seine Königin werden. Eine der Ballerinen erhebt sich, Harrison entfernt ihre Handicaps und bringt ihre unglaubliche Schönheit zum Vorschein.
Auch die Musiker entfernen ihre Handicaps, sie spielen zum Tanz auf. Von allen Handicaps befreit und völlig losgelöst tanzt Harrison mit seiner Ballerina, die beiden scheinen durch ihre Sprünge der Schwerkraft zu trotzen und schließlich, während sie durch die Luft gleiten, küssen sie sich innig.
Zu diesem Zeitpunkt betritt die Handicap-Ministerin Diana Moon Glampers mit ihrer Garde den Saal und schießt, ohne zu zögern, mit ihrem Gewehr auf Harrison und die Ballerina. Die beiden schlagen auf dem Boden auf und sind sofort tot. Die Musiker, die bereits verstummt sind, legen sofort, unter Drohung der gleichen Bestrafung, wieder ihre Handicaps an.
Der Bildschirm der Bergerons ist inzwischen schwarz geworden. George Bergeron, der sich gerade ein Bier in der Küche geholt und dort einen heftigen Schock durch seinen Transmitter im Ohr bekommen hat, fragt Hazel, warum sie weint. Sie meint, etwas sehr Trauriges im Fernsehen gesehen zu haben, kann sich aber nicht daran erinnern. George rät ihr, nicht an traurige Dinge zu denken, bevor er von heftigen mehrfachen Schussgeräuschen im Ohr geschockt wird.

## Filmadaptionen
- Harrison Bergeron – IQ Runner – Aufstand der Untermenschen (1995); ist ein kanadischer Science-Fiction-Spielfilm, der zwar auf der Kurzgeschichte basiert, jedoch von der ursprünglichen Handlung abweicht
- Harrison Bergeron (2006);  30 min, englischsprachiger Kurzfilm, der auf der Kurzgeschichte basiert
- 2081 (2009); ein 25-minütiger, englischsprachiger, US-amerikanischer Science-Fiction-Kurzfilm, der sehr nahe an der Handlung der ursprüngliche Kurzgeschichte Harrisson Bergeron aufgebaut ist